# Canton d'Éguzon-Chantôme
Le canton d'Éguzon-Chantôme est une ancienne division administrative française, située dans le département de l'Indre, en région Centre-Val de Loire.
À la suite du redécoupage cantonal de 2014, le canton a été supprimé en mars 2015, les communes dépendent désormais du canton d'Argenton-sur-Creuse.

## Géographie
Ce canton était organisé autour de la commune d'Éguzon-Chantôme, dans l'arrondissement de La Châtre. Il se situait dans le sud du département.
Son altitude variait de 104 m (Ceaulmont) à 319 m (Éguzon-Chantôme).

## Histoire
Le canton fut créé le 15 février 1790, sous le nom de « Eguson ». En 1801,, le « S » d'Éguson, c'est transformé en « Z ». Ce n'est qu'en 1974, que le canton fut renommé « Éguzon-Chantôme ».
Il a été supprimé en mars 2015, à la suite du redécoupage cantonal de 2014.

## Représentation

### Conseillers généraux de 1833 à 2015
| Période                                  | Période   | Identité                                    | Étiquette                | Qualité |
| ---------------------------------------- | --------- | ------------------------------------------- | ------------------------ | --- |
| 1833                                     | 1855      | Paul Augustin Delacou (1782-1870)           | ?                        | Maire d'Éguzon Avocat |
| 1855                                     | 1867      | Philippe David                              | ?                        | Maire d'Éguzon Banquier |
| 1867                                     | 1886      | Albert Delagarde                            | Droite                   | Maire de Bazaiges |
| 1886                                     | 1902,     | Anatole Dauthy (1836-1909)                  | Républicain              | Maire d'Éguzon (1869-1882 et 1892-1904) Notaire                                                                                        |
| 1903                                     | 1910      | Jean-Charles André-Châteaufort              | Républicain Progressiste | Maire de Cuzion Propriétaire, conseiller d'arrondissement                                                                              |
| 1910                                     | 1940      | Raymond Dauthy                              | Radical                  | Député de l'Indre (1924-1928) Maire d'Éguzon (1909-?) Avocat                                                                           |
|                                          |           |                                             |                          | |
| 1945                                     | 1951      | Maxime Couturier (1892-1965)                | SFIO                     | Maire d'Éguzon (1945-?) Commerçant Ancien conseiller d'arrondissement Ancien résistant                                                 |
| 1951                                     | 1965      | Raymond Dauthy                              | Radical                  | Ancien député |
| 1966                                     | mars 1979 | René Dauthy (1907-1997) (fils du précédent) | Radical puis SE          | Maire d'Éguzon-Chantôme Administrateur civil                                                                                           |
| mars 1979                                | 1985      | Claude Fournier                             | PS                       | Maire d'Éguzon-Chantôme (1977-1983) Vétérinaire                                                                                        |
| 1985                                     | mars 1992 | Jean-Claude Blin                            | PS                       | Député de l'Indre (1988-1993) Maire d'Éguzon-Chantôme depuis 1989 Technicien agricole                                                  |
| mars 1992                                | mars 2011 | Pierre Petitguillaume                       | DVD                      | Maire de Ceaulmont depuis 1971 Agent immobilier                                                                                        |
| mars 2011                                | mars 2015 | Jean-Claude Blin                            | PS                       | Député de l'Indre (1988-1993) Maire d'Éguzon-Chantôme depuis 1989 Élu en 2015 dans le Canton d'Argenton-sur-Creuse Technicien agricole |
| Les données manquantes sont à compléter. |           |                                             |                          | |

### Résultats électoraux
- Élections cantonales de 2004 : Pierre Petitguillaume (Divers droite) est élu au 1er tour avec 52,16 % des suffrages exprimés, devant Jean-Claude Blin (PRG) (47,84 %). Le taux de participation est de 75,54 % (2 746 votants sur 3 635 inscrits)[5].
- Élections cantonales de 2011 : Jean-Claude Blin (PRG) est élu au 2e tour avec 50,72 % des suffrages exprimés, devant Pierre Petitguillaume (Divers droite) (49,28 %). Le taux de participation est de 71,27 % (2 516 votants sur 3 530 inscrits)[6].

### Conseillers d'arrondissement (de 1833 à 1940)
Le canton d'Éguzon avait deux conseillers d'arrondissement.
| Période                                  | Période      | Identité                                         | Étiquette   | Qualité |
| ---------------------------------------- | ------------ | ------------------------------------------------ | ----------- | --- |
| 1833                                     | 1836         | Jean Delacou                                     |             | Propriétaire à Éguzon                                                                                       |
| 1833                                     | 1842         | M. Moreau                                        |             | Médecin, propriétaire au Pin                                                                                |
| 1836                                     | 1842         | M. Matheron                                      |             | Maire de Ceaulmont                                                                                          |
| 1842                                     | 1848         | Jean Jacques Étienne Marie Delagarde (1789-1869) |             | Juge de paix, propriétaire à Cuzion                                                                         |
|                                          |              |                                                  |             | |
| 1895                                     | 1903         | Jean-Charles Châteaufort                         | Républicain | Propriétaire, maire de Cuzion                                                                               |
|                                          |              |                                                  |             | |
| 1907                                     | 1931 (décès) | Alexis Bernard                                   |             | |
| 1931                                     | 1937         | Maxime Couturier (1892-1965)                     | SFIO        | Commerçant à Éguzon                                                                                         |
| 1937                                     | 1940         | M. Allilaire                                     | Radical     | |
| 1940                                     |              |                                                  |             | Les conseils d'arrondissement ont été suspendus par la loi du 12 octobre 1940 et n'ont jamais été réactivés |
| Les données manquantes sont à compléter. |              |                                                  |             | |

## Composition
Le canton d'Éguzon-Chantôme, d'une superficie de 144,82 km2, était composé de huit communes.
- Badecon-le-Pin
- Baraize
- Bazaiges
- Ceaulmont
- Cuzion
- Éguzon-Chantôme
- Gargilesse-Dampierre
- Pommiers

## Démographie

### Évolution démographique
| 1975  | 1982  | 1990  | 1999  | 2006  | 2012  | 2015  |
| ----- | ----- | ----- | ----- | ----- | ----- | ----- |
| 4 794 | 4 551 | 4 326 | 4 347 | 4 452 | 4 488 | 4 489 |

### Âge de la population
La pyramide des âges, à savoir la répartition par sexe et âge de la population, du canton d'Éguzon-Chantôme en 2009 ainsi que, comparativement, celle du département de l'Indre la même année sont représentées avec les graphiques ci-dessous.
La population du canton comporte 48,4 % d'hommes et 51,6 % de femmes. Elle présente en 2009 une structure par grands groupes d'âge plus âgée que celle de la France métropolitaine.
Il existe en effet 44 jeunes de moins de 20 ans pour cent personnes de plus de 60 ans, soit un indice de jeunesse de 0,44, alors que pour la France cet indice est de 1,06. L'indice de jeunesse du canton est également inférieur à celui  du département (0,67) et à celui de la région (0,95).
| Hommes | Classe d’âge | Femmes |
| ------ | ------------ | ------ |
| 0,8    | 90 ans ou +  | 2,5    |
| 14,2   | 75 à 89 ans  | 19,9   |
| 21,4   | 60 à 74 ans  | 20,4   |
| 22,1   | 45 à 59 ans  | 19,7   |
| 16,4   | 30 à 44 ans  | 14,8   |
| 10,7   | 15 à 29 ans  | 9,5    |
| 14,4   | 0 à 14 ans   | 13,1   |

| Hommes | Classe d’âge | Femmes |
| ------ | ------------ | ------ |
| 0,5    | 90 ans ou +  | 1,6    |
| 9,6    | 75 à 89 ans  | 13,8   |
| 17,0   | 60 à 74 ans  | 17,5   |
| 22,1   | 45 à 59 ans  | 20,6   |
| 19,2   | 30 à 44 ans  | 17,8   |
| 15,0   | 15 à 29 ans  | 13,6   |
| 16,6   | 0 à 14 ans   | 15,1   |